# Eustacio Rizo
Eustacio Rizo Escoto (Arandas, Jalisco 30 de septiembre de 1971) es un exfutbolista mexicano que jugaba en las posiciones de defensa y delantero.

## Trayectoria
Debutó con Tecos de la UAG en la temporada 93-94, incluso jugó la final de liga, en la que su club venció al Club Santos Laguna para obtener su primer y único título en la historia. En equipo de la UAG jugó hasta que fue vendido al Cruz Azul en el Invierno 99.
Estuvo cerca de fichar por el Club Santos Laguna, sin embargo la directiva se decidió en aquella temporada por Jared Borgetti. Para principios del 2000 pasó al Club Deportivo Guadalajara para reforzar la delantera del equipo. Para el Invierno 2000 fue contratado por el Club Deportivo Irapuato, luego pasó a Veracruz y al Puebla Fútbol Club, club que Demandó a la FMF por falsificar su firma en un finiquito, en el cual supuestamente renunciaba a su liquidación y sus últimos pagos, para finalmente regresar a Tecos de la UAG para el Apertura 2003, equipo en el que encuentra mayor regularidad, teniendo una temporada aceptable.
Jugó después dos temporadas en la Primera División A para los Tigrillos Broncos y se retiró del fútbol profesional, sin embargo impartió clínicas y jugó para el Arsenal Banat de la liga amateur de Arizona, donde en 2006 fue campeón de la Food City League, en 2007 jugó varios amistosos con veteranos.
Fuera de Tecos sólo logró anotar un gol de Primera División en todos los equipos que jugó, fue durante su paso con el Guadalajara y contra el Club América.
Él mismo dijo alguna vez que el Guadalajara era el equipo de sus amores.
Jugó 253 partidos 195 como titular y anotó 52 goles en Primera División.

### Clubes
| Club                | País                | Año         | Partidos | Goles | Media |
| ------------------- | ------------------- | ----------- | -------- | ----- | ----- |
| Tecos de la UAG     | México              | 1991 - 1999 | 176      | 50    | 0.28  |
| Cruz Azul           | México              | 1999        | 13       | 0     | 0     |
| Guadalajara         | México              | 2000        | 11       | 1     | 0.09  |
| Irapuato            | México              | 2000 - 2001 | 11       | 0     | 0     |
| Veracruz            | México              | 2002        | 3        | 0     | 0     |
| Puebla              | México              | 2003        | 11       | 0     | 0     |
| Tecos de la UAG     | México              | 2003 - 2004 | 18       | 1     | 0.06  |
| Tigrillos Broncos   | México              | 2004 - 2005 | 34       | 2     | 0.06  |
| Arsenal Banat       | Estados Unidos      | 2005 - 2006 | 38       | 4     | 0.11  |
| Total en su carrera | Total en su carrera | 1991 - 2006 | 315      | 58    | 0.18  |

## Selección nacional
Jugó tan sólo 6 partidos y anotó 3 goles. Uno de ellos se dio en febrero de 1995 ante Uruguay, en un amistoso que quedaría 1-0. En ese encuentro también debutaron jugadores quienes se convertirían en grandes iconos del fútbol azteca tales como Cuauhtémoc Blanco y Luis Hernández.
Fecha de debut: 1 de febrero de 1995
Partido de debut:  México 1-0  Uruguay
Entrenador que lo debutó: Miguel Mejía Barón.

### Participaciones en Torneos internacionales
| Competición            | Categoría | Sede           | Resultado    | Partidos | Goles |
| ---------------------- | --------- | -------------- | ------------ | -------- | ----- |
| Copa Oro CONCACAF 1996 | Absoluta  | Estados Unidos | Campeón      | 1        | 1     |
| Copa América 1997      | Absoluta  | Bolivia        | Tercer lugar | 3        | 0     |
| Total                  | –         | –              | –            | 4        | 1     |

### Partidos internacionales
| # | Fecha                | Rival      | Sede             | Estadio                         | Resultado | Competición                  |
| - | -------------------- | ---------- | ---------------- | ------------------------------- | --------- | ---------------------------- |
| 1 | 1 de febrero de 1995 | Uruguay    | San Diego        | Jack Murphy Stadium             | 1 - 0     | Amistoso                     |
| 2 | 14 de enero de 1996  | Guatemala  | San Diego        | Jack Murphy Stadium             | 1 - 0     | Copa Oro de la Concacaf 1996 |
| 3 | 5 de febrero de 1997 | Ecuador    | Ciudad de México | Estadio Azteca                  | 3 - 1     | Amistoso                     |
| 4 | 19 de junio de 1997  | Costa Rica | Santa Cruz       | Estadio Ramón Tahuichi Aguilera | 1 - 1     | Copa América 1997            |
| 5 | 22 de junio de 1997  | Ecuador    | Cochabamba       | Estadio Félix Capriles          | 1 - 1     | Copa América 1997            |
| 6 | 28 de junio de 1997  | Perú       | Oruro            | Estadio Jesús Bermúdez          | 0 - 1     | Copa América 1997            |

### Goles internacionales
| # | Fecha                 | Rival     | Marcador | Resultado | Competición   |
| - | --------------------- | --------- | -------- | --------- | ------------- |
| 1 | 1 de febrero de 1995  | Uruguay   | 1-0      | 1-0       | Amistoso      |
| 2 | 14 de febrero de 1996 | Guatemala | 1-0      | 1-0       | Copa Oro 1996 |
| 3 | 5 de febrero de 1997  | Ecuador   | 2-0      | 3-1       | Amistoso      |

### Estadísticas
| Selección | Año   | Partidos | Goles |
| --------- | ----- | -------- | ----- |
| México    | 1995  | 1        | 1     |
| México    | 1996  | 1        | 1     |
| México    | 1997  | 4        | 1     |
| Total     | Total | 6        | 3     |

## Palmarés

### Campeonatos nacionales
| Título           | Club*           | País   | Año     |
| ---------------- | --------------- | ------ | ------- |
| Primera División | Tecos de la UAG | México | 1993-94 |

### Campeonatos internacionales
| Título                  | Club                | País           | Año  |
| ----------------------- | ------------------- | -------------- | ---- |
| Copa Oro de la Concacaf | Selección de México | Estados Unidos | 1996 |